# Criminal Tango
Criminal Tango je album skupiny Manfred Mann's Earth Band s Chris Thompsonem, vydané v roce 1986.

## Seznam skladeb
Strana 1
1. "Going Underground" (Paul Weller) – 5:18
2. "Who Are The Mystery Kids?" (Manfred Mann, Garland Jeffreys) – 3:44
3. "Banquet" (Joni Mitchell) – 5:17
4. "Killer On The Loose" (Denny Newman) – 3:59

Strana 2
1. "Do Anything You Wanna Do" (Graham Douglas, Edwin Hollis) – 4:14
2. "Rescue" (Mann, Mick Rogers) – 2:59
3. "You Got Me Right Through The Heart" (Robert Byrne) – 3:53
4. "Hey Bulldog" (John Lennon, Paul McCartney) – 4:23
5. "Crossfire" (Mann, Rogers, John Lingwood) – 3:47

Bonusy (reedice 1999)
1. "Runner" (12" version) (Ian Thomas) – 4:39
2. "Rebel" (U.S. single version) (Reg Laws) – 4:08
3. "Do Anything You Wanna Do" (12" version) (Graham Douglas, Edwin Holis) – 6:28
4. "Going Underground" (alternate single version) (Weller) – 3:01

## Obsazení
- Manfred Mann - klávesy
- John Lingwood - bicí, perkusy
- Mick Rogers - kytara, zpěv
- Chris Thompson - zpěv
- Steve Kinch - baskytara

hostující hudebníci
- Durban Betancourt-Laverde - baskytara
- John Giblin - baskytara